# سيجما أوكتانتس
سيجما الثمن أو سيجما أوكتانتس (σ أوكتانتس أو نجم الجنوب) (بالإنجليزية: Sigma Octantis)‏، واسمه الرسمي بولاريس أوستراليس (Polaris Australis)(/poʊˈlɛərɪs ɔːˈstreɪlɪs/)، هو نجم الجنوب الحالي. موقعه الظاهر بالقرب من القطب السماوي الجنوبي يجعله النجم القطبي في نصف الكرة الجنوبي. هذا النجم منفرد في كوكبة الثمن أبدية الظهور. يقع علي بعد حوالي 294 سنة ضوئية من الأرض، يُصنف على أنه نجم عملاق ذو تصنيف طيفي F0 III. سيجما أوكتانيس هو أحد متغيرات دلتا الترس، بمتوسط قدر ظاهري يبلغ 5.47 متغير بنحو 0.03 مقادير كل 2.33 ساعات.

## التسمية
σ أوكتانتس (بالأحرف اللاتينية سيجما أوكتاتنس) هي تسمية باير للنجم.
نظرًا لكونه النجم القطبي الجنوبي، فقد حمل اسم بولاريس أوستراليس (Polaris Australis)، الذي طُبق لأول مرة في القرن الثامن عشر. في عام 2016، نظمت IAU مجموعة فريق عمل الاتحاد الفلكي الدولي لأسماء النجوم (WGSN) لفهرسة وتوحيد الأسماء المناسبة للنجوم. وافق WGSN على اسم بولاريس أوستراليس لهذا النجم في 5 سبتمبر 2017 وهو الآن مدرج في قائمة أسماء النجوم المعتمدة من IAU. إنه أقصي نجم مُسمي جنوبًا.

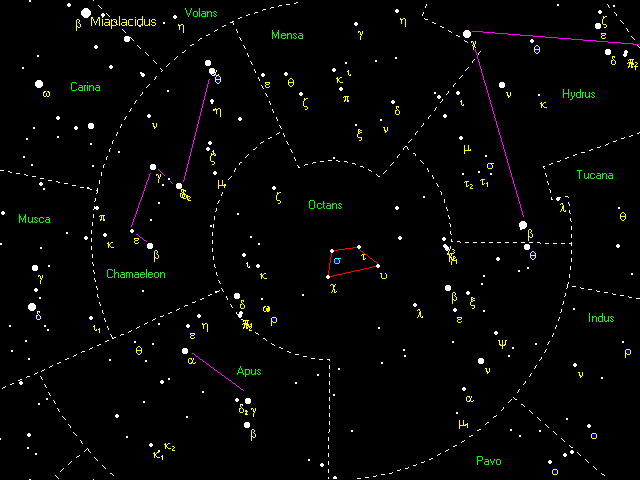
القطب السماوي الجنوبي. تشمل المجمة شبه المنحرفة في المركز سيجما أوكتانتس.

## نجم القطب الجنوبي
سيجما أوكتانتيس هو نجم القطب الجنوبي، نظيره هو بولاريس، نجم الشمال الحالي. بالنسبة لمراقب في نصف الكرة الجنوبي، يبدو سيجما أوكتانتس ثابت تقريبًا وتظهر جميع النجوم الأخرى في السماء الجنوبية وكأنها تدور حوله. هو جزء من شكل «نصف مُسدس» صغير. يبعد بأكثر من درجة عن القطب الجنوبي الحقيقي، والقطب السماوي الجنوبي يتحرك بعيدًا عنه بسبب المبادرة المحورية.
بقدر  +5.42، يري سيجما أوكتانتس بصعوبة بالغة للعين المجردة، مما يجعله غير صالح للاستخدام في الملاحة، خصوصًا بالمقارنة مع بولاريس الأكثر إشراقًا وسهولة في الرؤية. لهذا السبب، غالبًا ما تُفضل كوكبة صليب الجنوب لتحديد موقع القطب السماوي الجنوبي. بمجرد تحديد الموقع التقريبي لـ سيجما أوكتانتس، إما عبر النجوم الرئيسية في الثمن أو باستخدام طريقة صليب الجنوب، يمكن التحقق بشكل إيجابي باستخدام مجمة: سيجما وتشي وتاو وأبيسلون أوكتانتس كلها نجوم بقدر  5.6 تقريبًا، وتشكل شكل شبه منحرف مميز.

## في الثقافة
سيجما أوكتانتس هو أكثر النجوم الممثلة علي أي علم وطني خفوتًا، ويظهر على علم البرازيل رامزًا إلى القطاع الفيدرالية البرازيلي.